# Tämta församling
Tämta församling var en församling i Skara stift och i Borås kommun. Församlingen uppgick 2010 i Fristads församling.

## Administrativ historik
Församlingen har medeltida ursprung. 
Församlingen var tidigt troligen annexförsamling i pastoratet Vänga och Tämta för att därefter från omkring 1500 till 1948 vara annexförsamling i pastoratet Bredared, Sandhult, Vänga och Tämta som till senats 1800-talet även omfattade Hedareds församling. Från 1948 till 1962 annexförsamling i pastoratet Sandhult, Bredared, Tämta och Vänga. Från 1962 till 1992 annexförsamling i pastoratet Fristad, Borgstena, Gingri, Tärby, Tämta och Vänga. Från 1992 till 2010 annexförsamling i pastoratet Fristad-Gingri, Borgstena, Tärby, Tämta och Vänga Församlingen uppgick 2010 i Fristads församling.

## Kyrkor
- Tämta kyrka